# 科查庫喬山
14°5′43″S 70°48′9″W / 14.09528°S 70.80250°W
科查庫喬山（Cochacucho），是秘魯的山峰，位於該國南部庫斯科大區的坎奇斯省和普諾大區的梅爾加省，屬於安第斯山脈中韋爾卡努塔山脈的一部分，處於波馬諾塔山和哈通庫喬山西南面、哈通薩利卡山以北，海拔高度約5,300米。